# Покотило Михайло Федорович
Покотило Михайло Федорович  (8 (21) травня 1906 р., село Боршна Прилуцького повіту Полтавської губернії (тепер Прилуцького району Чернігівської області) — 1 вересня 1971 р., Київ) — український актор, режисер. Народний артист України (1953).

## Життєпис
Був старшим серед чотирьох дітей у родині. Його батько Федір Покотило походив з козаків, ніякого господарства не мав, працював прикажчиком, а під час першої світової війни — скарбником в інженерному полку .
Сім'я переїхала до Києва. Вчився спочатку у 3-й гімназії, потім у трудовій школі.
У 1924 р. Покотило вступив на кінофакультет Київського театрального технікуму, а у 1926 р. — на факультет української драми Державного музично-драматичного інституту імені М. В. Лисенка.
За сімейними обставинами був змушений перейти до драматичного факультету Харківського музично-драматичного інституту, де і закінчив навчання .
24 червня 1928 р. вступив актором у виробничо-професійну майстерню «Брама» при інституті ім. М. Лисенка (Київ).
У жовтні 1928 р. почав працювати у Державному Героїчному театрі читця.
З 1 листопада 1928 р. одночасно працював актором в театрі «Молодар», який існував при Харківському музично-драматичному інституті.
З 21листопада 1930 р. знаходився в лавах Червоної армії при Харківському будинку Червоної Армії як актор. Був звільнений до запасу 10 жовтня 1931 р.
Від 1931 р. — працював актором у Харківському Червонозаводському театрі.
З 19 вересня 1932 р. — актор естради в Харківській українській філармонії.
1933 р. був запрошений до театру «Березіль»…", де 5 жовтня 1933 р. дебютував у виставі за п'єсою Корнійчука «Загибель ескадри». В подальшому продовжує працювати у Харківському державному українському театрі ім. Т.Шевченка. Одна із коронних ролей актора у театрі ім. Т.Шевченка — Шельменко у виставі «Шельменко-денщик» Г. Квітки-Основ'яненка. Атор зіграл роль Шельменка понад 580 разів.
З 1961 р. працював у Академічному драматичному театрі імені Івана Франка. Першою на франківській сцені й чи не найвідомішою у творчому доробку актора стає роль Тарана у п'єсі О. Коломійця «Фараони» .Особливо плідним для М.Покотила став 1964, коли він зіграв ролі аптекаря Карлоса у яскравій виставі «День народження Терези» Г. Мдівані, діда Остапа в новій редакції вистави «В степах України» Г. Корнійчука (1963 р.), Яна Лісецького в «Марині» М. Зарудного, (1964 р.), Скрипаля Коки («Петрівка, 38» Ю. Семенова, 1964 р). Уїнстона Черчілля («Зупиніться» І. Рачади, 1965 р.).
Помер 1 вересня 1971 р. в Києві.